# قائمة أعضاء مجلس النواب العراقي - الدورة الثانية عشر
هذه قائمة أعضاء مجلس النواب العراقي - الدورة الثانية عشر بعد انتخابات 1948، اختير الأعضاء من خلال الانتخابات التي جرت يوم 15 حزيران 1948، وفي هذه الانتخابات اختير 138 نائبا.

## لواء أربيل
| التسلسل | الاسم           | الملاحظات                       |
| ------- | --------------- | ------------------------------- |
| 1       | عز الدين الملا  | نائب في الدورة الماضية          |
| 2       | خضر أحمد أغا    | نائب في الدورتين الماضيتين      |
| 3       | علي أغا         |                                 |
| 4       | محمد زياد       | نائب في الدورة الماضية استقال   |
| 5       | علي حيدر سليمان | -                               |
| 6       | صديق ميران      | نائب في الدورات الثلاثة الماضية |
| 7       | فتاح أغا        | -                               |

## لواء البصرة
| التسلسل | الاسم                 | الملاحظات                                                                                   |
| ------- | --------------------- | ------------------------------------------------------------------------------------------- |
| 1       | جعفر البدر            | نائب في الدورة الماضية استقال حل محله عبد السلام باش أعيان الذي كان نائبا في الدورة الماضية |
| 2       | عبد اللطيف أغا جعفر   | -                                                                                           |
| 3       | حسن عبد الرحمن        | استقال في آذار 1950 حل محله عبد الجبار الملاك الذي كان نائبا في الدورة الماضية              |
| 4       | عبد الرزاق الحمود     | استقال سليمان الإبراهيم                                                                     |
| 5       | يعقوب بطاط            | نائب في الدورة الماضية                                                                      |
| 6       | أحمد العامر           |                                                                                             |
| 7       | عبد النبي مير معلم    | نائب في الدورة الماضية                                                                      |
| 8       | حميد الحمود           | نائب في الدورات الثلاثة الماضية                                                             |
| 9       | جميل الصادق           | استقال حل محله أدور جورجي                                                                   |
| 10      | سالم أغا جعفر         | -                                                                                           |
| 11      | برهان الدين باش أعيان | استقال حل محله عبد الهادي البجاري الذي كان نائبا في الدورة الماضية                          |
| 12      | هاشم بركات            | استقال حل محله عبد الصمد البجاري                                                            |
| 13      | محمد سعيد النقيب      | استقال حل محله أحمد النقيب                                                                  |

## لواء بغداد
| التسلسل | الاسم                           | الملاحظات |
| ------- | ------------------------------- | --- |
| 1       | علي ممتاز الدفتري               | استقال حل محله صبيح ممتاز الدفتري                                                                                           |
| 2       | محمد مهدي كبة                   | استقال انتخب مجددا |
| 3       | نصرت الفارسي                    | نائب في الدورتين الماضيتين استقال حل محله جعفر حمندي الذي كان نائبا في الدورتين الماضيتين                                   |
| 4       | عبد الهادي الجلبي               | |
| 5       | عبد الرزاق الشيخلي              | نائب في الدورة الماضية استقال حل محله إبراهيم الراضي                                                                        |
| 6       | ذيبان الغبان                    | نائب في الدورة الماضية استقال انتخب مجددا                                                                                   |
| 7       | داود عبد اللطيف السعدي          | استقال حل محله عبد المجيد القصاب                                                                                            |
| 8       | إسماعيل غانم                    | استقال انتخب مجددا |
| 9       | رشدي الجلبي                     | - |
| 10      | يوسف المولى                     | استقال حل محله جميل عبد الوهاب                                                                                              |
| 11      | نعيم شماس                       | - |
| 12      | خدوري خدوري                     | استقال حل محله عزت مراد الشيخ                                                                                               |
| 13      | بهاء الدين الشيخ سعيد النقشبندي | استقال انتخب مجددا |
| 14      | جميل عبد الوهاب                 | - |
| 15      | علي دليمي                       | نائب في الدورة الماضية |
| 16      | غازي العلي                      | نائب في الدورة الماضية |
| 17      | عبد العزيز القصاب               | نائب في الدورة الماضية استقال حل محله توفيق المختار                                                                         |
| 18      | حسين جميل                       | نائب في الدورة الماضية استقال كما في الدورة السابقة حل محله عبد العزيز جميل والذي حل محل حسين جميل في الدورة الماضية        |
| 19      | روفائيل بطي                     | استقال حل محله رزوق غنام |
| 20      | سلمان شينة                      | نائب في الدورة الماضية استقال سنة 1951، وهاجر لإسرائيل                                                                      |
| 21      | محمد رضا الشبيبي                | نائب في الدورتين الماضيتين استقال حل محله علي كاظم أبو التمن                                                                |
| 22      | عبد الرزاق الظاهر               | اختير وزيرا للاقتصاد في 10 كانون الأول 1949 في وزارة علي جودت الأيوبي الثانية، استقال من مجلس النواب حل محله جواد جعفر هاشم |
| 23      | عبد الكريم إسماعيل كنة          | - |

## لواء الحلة
| التسلسل | الاسم              | الملاحظات                  |
| ------- | ------------------ | -------------------------- |
| 1       | عبد الوهاب مرجان   | -                          |
| 2       | عبد المحسن الجريان | نائب في الدورة الماضية     |
| 3       | عبد الرزاق شريف    | -                          |
| 4       | مخيف الكتاب        | -                          |
| 5       | جعفر القزويني      | نائب في الدورتين الماضيتين |
| 6       | عبد علي حسن        | -                          |
| 7       | جعفر صميدع         | -                          |
| 8       | مهدي شخير الهيمص   | -                          |
| 9       | غانم شمران         | -                          |
| 10      | عبد المنعم رشيد    | نائب في الدورة الماضية     |

## لواء الدليم
| التسلسل | الاسم                   | الملاحظات                                                |
| ------- | ----------------------- | -------------------------------------------------------- |
| 1       | عبد الرزاق علي السليمان | كان نائبا في الدورات الأربعة الماضية                     |
| 2       | مشحن الحردان            | نائب في الدورات الستة الماضية                            |
| 3       | عبد العزيز عريم         | -                                                        |
| 4       | نجيب الراوي             | نائب في الدورتين الماضيتين استقال حل محله جمال الراوي    |
| 5       | أحمد عارف قفطان السهيل  | استقال حل محله خليل كنة الذي كان نائبا في الدورة الماضية |

## لواء ديالى
| التسلسل | الاسم           | الملاحظات                            |
| ------- | --------------- | ------------------------------------ |
| 1       | حبيب الخيزران   | نائب في الدورتين الماضيتين           |
| 2       | حسام الدين جمعة | -                                    |
| 3       | نهاد الزهاوي    |                                      |
| 4       | جلال بابان      | -                                    |
| 5       | جميل الأورفلي   | نائب في الدورة الماضية               |
| 6       | عز الدين النقيب | كان نائبا في الدورات الرابعة الماضية |

## لواء الديوانية
| التسلسل | الاسم              | الملاحظات                                                       |
| ------- | ------------------ | --------------------------------------------------------------- |
| 1       | عبود اشنين         | -                                                               |
| 2       | سلمان شكارة        | -                                                               |
| 3       | خوام العبد العباس  | نائب في الدورتين الماضيتين                                      |
| 4       | سعدون الرسن        | -                                                               |
| 5       | عجه الدلي          | -                                                               |
| 6       | عبد المهدي الياسري | (ربما هو عبد المهدي السيد نور الذي كان نائبا في الدورة الماضية) |
| 7       | عبد العباس المزهر  | نائب في الدورتين الماضيتين                                      |
| 8       | جياد الشعلان       | -                                                               |
| 9       | عثمان الصكب        |                                                                 |
| 10      | أركان عبادي        | نائب في الدورة الماضية                                          |
| 11      | جعفر مكوطر         | نائب في الدورة الماضية                                          |
| 12      | شعلان الظاهر       | كان نائبا في الدورات الثلاثة الماضية                            |
| 13      | عبد الكاظم مرزوق   | نائب في الدورة الماضية                                          |

## لواء السليمانية
| التسلسل | الاسم            | الملاحظات              |
| ------- | ---------------- | ---------------------- |
| 1       | علي كمال         |                        |
| 2       | بهاء الدين نوري  | نائب في الدورة الماضية |
| 3       | حسن الجاف        | -                      |
| 4       | إبراهيم رشيد     | -                      |
| 5       | عبد الحميد الجاف | نائب في الدورة الماضية |

## لواء العمارة
| التسلسل | الاسم             | الملاحظات                       |
| ------- | ----------------- | ------------------------------- |
| 1       | مجيد الخليفة      | نائب في الدورة الماضية          |
| 2       | أحمد حافظ         | -                               |
| 3       | خريبط الفالح      | -                               |
| 4       | شبيب المزبان      | نائب في الدورات الأربعة الماضية |
| 5       | إبراهيم الشابندر  | استقال حل محله سلمان الشيخ داود |
| 6       | كامل الخضيري      | استقال حل محله خليل إسماعيل     |
| 7       | فرحان علي العرس   | نائب في الدورة الماضية          |
| 8       | عبد الكريم الشواي | نائب في الدورة الماضية          |

## لواء كربلاء
| التسلسل | الاسم                | الملاحظات                                                                    |
| ------- | -------------------- | ---------------------------------------------------------------------------- |
| 1       | حسين الده ده         | نائب في الدورة الماضية توفي حل محله سعد عمر الذي كان نائبا في الدورة الماضية |
| 2       | حسن النقيب           | -                                                                            |
| 3       | سعد صالح جريو        | استقال حل محله ضياء جعفر                                                     |
| 4       | محمد صالح بحر العلوم | -                                                                            |

## لواء كركوك
| التسلسل | الاسم                | الملاحظات                       |
| ------- | -------------------- | ------------------------------- |
| 1       | أحمد اليعقوبي        | -                               |
| 2       | عبد الله سليمان      | -                               |
| 3       | عبد الوهاب الطالباني | -                               |
| 4       | علي رفيق             | -                               |
| 5       | ناجي الهرمزي         | -                               |
| 6       | داود الجاف           | نائب في الدورات الثلاثة الماضية |
| 7       | محمد حاجي نعمان      | -                               |
| 8       | أمين رشيد هماوند     | نائب في الدورة الماضية          |

## لواء الكوت
| التسلسل | الاسم            | الملاحظات                                                               |
| ------- | ---------------- | ----------------------------------------------------------------------- |
| 1       | أحمد حالت        | نائب في جميع الدورات الستة الأولى وكذلك نائب في الدورات الأربعة الماضية |
| 2       | علي شبوط         | -                                                                       |
| 3       | عبيد الحاج خلف   | -                                                                       |
| 4       | عبد الله الياسين | نائب في الدورتين الماضيتين                                              |
| 5       | خطاب الخضيري     | استقال حل محله سامي شوكت                                                |

## لواء المنتفق
| التسلسل | الاسم                   | الملاحظات                                                   |
| ------- | ----------------------- | ----------------------------------------------------------- |
| 1       | منشد الحبيب             | نائب في الدورتين الماضيتين                                  |
| 2       | ثامر السعدون            | نائب في الدورات الثلاثة الماضية                             |
| 3       | ريسان الكاصد            | نائب في الدورتين الماضيتين استقال حل محله عبد الكريم الأزري |
| 4       | صكبان العلي             | نائب في الدورات الثلاثة الماضية                             |
| 5       | عبد الغني حمادي         | نائب في الدورة الماضية                                      |
| 6       | عبد المجيد عباس الحيدري | -                                                           |
| 7       | جواد حيدر               | نائب في الدورة الماضية                                      |
| 8       | سعدون الياسين           | استقال حل محله رفيق عيسى الذي كان نائبا في الدورة الماضية   |
| 9       | موحان الخير الله        | نائب في الدورات الثلاثة الماضية                             |
| 10      | حربي المزعل             | استقال حل محله شلاكة المزعل                                 |

## لواء الموصل
| التسلسل | الاسم               | الملاحظات                                                                          |
| ------- | ------------------- | ---------------------------------------------------------------------------------- |
| 1       | عبد الجبار الجومرد  | استقال حل محله قاسم المفتي                                                         |
| 2       | بركات ناصر          | -                                                                                  |
| 3       | الحاج شمدين         | -                                                                                  |
| 4       | عبد الرحمن الجليلي  | استقال حل محله محمد صديق شنشل                                                      |
| 5       | مجبل الوكاع         | نائب في الدورة الماضية                                                             |
| 6       | ديوالي سعيد الدوسكي | نائب في الدورة الماضية                                                             |
| 7       | محمد النجفي         | -                                                                                  |
| 8       | محمد حديد           | استقال حل محله أحمد الجليلي الذي كان نائبا في الدورات الثلاثة الماضية              |
| 9       | أحمد عجيل الياور    | -                                                                                  |
| 10      | عبد الله قصير       | -                                                                                  |
| 11      | ساسون صيمح          | -                                                                                  |
| 12      | عبد الله الشرفاني   | -                                                                                  |
| 13      | مصلح النقشبندي      | نائب في الدورة الماضية                                                             |
| 14      | عبد القادر العاني   | -                                                                                  |
| 15      | محمد يونس           | نائب في الدورة الماضية                                                             |
| 16      | عبد الله الدملوجي   | نائب في الدورة الماضية استقال حل محله جمال المفتي الذي كان نائبا في الدورة الماضية |
| 17      | متي سرسم            | نائب في الدورة الماضية                                                             |
| 18      | نجيب الصائغ         | نائب في الدورة الماضية استقال حل محله حنا خياط                                     |